# Mourgliana conspicua
Mourgliana conspicua är en skalbaggsart som beskrevs av Holzschuh 1993. Mourgliana conspicua ingår i släktet Mourgliana och familjen långhorningar. Inga underarter finns listade i Catalogue of Life.